# Крістіна Кок
Крістіна Клей, у шлюбі Кок (англ. Christina Cock, 25 грудня 1887, Ґорей, Вікторія, Австралія — 22 травня 2002, Мельбурн, Вікторія, Австралія) — повністю верифікована австралійська супердовгожителька, вік якої було підтверджено Групою геронтологічних досліджень (GRG). Є найстарішою повністю верифікованою людиною в історії Австралії та Океанії. Станом на жовтень 2020 року входила у список 100 найстаріших людей в історії. На момент смерті її вік складав 114 років і 148 днів.

## Життєпис
Крістіна Клей народилася 25 грудня 1887 року в містечку Ґорей, недалеко від міста Портленд, штат Вікторія, Австралія. Вона була другою з 11 дітей у родині. У 1913 році одружилася з Вілбертом Коком і залишалася у шлюбі майже 73 роки, до його смерті у віці 96 років у 1986.
Після смерті 110-річної Ади Клеґґетт 8 грудня 1995 року вона стала найстарішою нині живою людиною в Австралії у віці 107 років. П'ять років потому, 21 листопада 2000 року, Кок побила австралійський рекорд довголіття — 112 років 330 днів, який був встановлений Керолайн Мокрідж (11 грудня 1874 року - 6 листопада 1987 року).
На момент своєї смерті Крістіна Кок була другою найстарішою нині живою людиною в світі після Ґрейс Кловсон, яка була на 40 днів старшою (народилася 15 листопада 1887 року) і померла 28 травня 2002 року в віці 114 років і 194 днів, на шість днів пізніше за Кок. Однак тоді найстарішою нині живою людиною вважалася японка Камато Гонґо, яка нібито народилася 16 вересня 1887 року, але в 2012 році Група геронтологічних досліджень відкликала її верифікацію.
Крістіна Кок жила самостійно до 109 років, коли вона зламала стегно під час падіння.
22 травня 2002 року Кок померла в будинку для літніх людей уві сні від легеневої інфекції. Поруч з нею знаходилася її дочка Леслі Рікетсон. Менеджерка будинку для літніх людей розповідала, що Кок вела повноцінне життя аж до самої смерті:

Вона, як і раніше, цікавилася музикою та їжею. Особливо любила шоколадний торт. Вона була дуже сімейною людиною.

Її дочка Леслі розповідала, що у її матері було хороше здоров'я — вона ніколи не хворіла і добре харчувалася.
У Кок залишилося двоє дітей, п'ятеро онуків, дев'ять правнуків і один праправнук.
Похована на кладовищі Бервуду.